# Resolutie 1903 Veiligheidsraad Verenigde Naties
Resolutie 1903 van de Veiligheidsraad van de Verenigde Naties werd unaniem aangenomen door de VN-Veiligheidsraad op 17 december 2009. De resolutie verlengde de reisbeperkingen, financiële sancties, het wapenembargo en het panel van experts dat op die maatregelen toezag in Liberia met twaalf maanden.

## Achtergrond
Na de hoogtijdagen onder het decennialange bestuur van William Tubman, die in 1971 overleed, greep Samuel Doe de macht. Diens dictatoriale regime ontwrichtte de economie en er ontstonden rebellengroepen tegen zijn bewind, waaronder die van de latere president Charles Taylor. In 1989 leidde de situatie tot een burgeroorlog waarin de president vermoord werd. De oorlog bleef nog doorgaan tot 1996. Bij de verkiezingen in 1997 werd Charles Taylor verkozen en in 1999 ontstond opnieuw een burgeroorlog toen hem vijandige rebellengroepen delen van het land overnamen. Pas in 2003 kwam er een staakt-het-vuren en werden VN-troepen gestuurd. Taylor ging in ballingschap en de regering van zijn opvolger werd al snel vervangen door een overgangsregering. In 2005 volgden opnieuw verkiezingen, waarna Ellen Johnson-Sirleaf de nieuwe president werd.

## Inhoud

### Waarnemingen
Eerder was beslist het embargo op hout en houtproducten uit Liberia niet langer te verlengen. Het land moest haar boshervormingswet uit 2006 wel blijven afdwingen en verbeteren.
Ook de maatregelen tegen diamanten uit Liberia waren opgeheven. Het land nam deel aan het Kimberley-Proces en moest diens controlemechanismen op diamant verder uitbouwen.
Het panel van experts had op 11 december gerapporteerd over Liberia. Uit nazicht bleek ook dat de vooruitgang aangaande de samenwerking met de UNMIL-vredesmacht om wapens te markeren onvoldoende was.

### Handelingen
De met resolutie 1521 (2003) opgelegde reisbeperkingen werden opnieuw met een periode van 12 maanden verlengd. Ook de financiële sancties uit resolutie 1532 bleven gelden. De uitvoering van die maatregelen liep overigens mank en de Liberiaanse overheid moest hier iets aan doen. Verder werd ook het wapenembargo met een jaar verlengd. Voorts werd ook het panel van experts dat toezag op deze maatregelen met dezelfde periode verlengd.

## Verwante resoluties
- Resolutie 1854 Veiligheidsraad Verenigde Naties (2008)
- Resolutie 1885 Veiligheidsraad Verenigde Naties
- Resolutie 1938 Veiligheidsraad Verenigde Naties (2010)
- Resolutie 1961 Veiligheidsraad Verenigde Naties (2010)

Lijst ·  1860 ·  1861 ·  1862 ·  1863 ·  1864 ·  1865 ·  1866 ·  1867 ·  1868 ·  1869 ·  1870 ·  1871 ·  1872 ·  1873 ·  1874 ·  1875 ·  1876 ·  1877 ·  1878 ·  1879 ·  1880 ·  1881 ·  1882 ·  1883 ·  1884 ·  1885 ·  1886 ·  1887 ·  1888 ·  1889 ·  1890 ·  1891 ·  1892 ·  1893 ·  1894 ·  1895 ·  1896 ·  1897 ·  1898 ·  1899 ·  1900 ·  1901 ·  1902 ·  1903 ·  1904 ·  1905 ·  1906 ·  1907